# Bundesstraße 399
Die Bundesstraße 399 (Abkürzung: B 399) ist eine deutsche Bundesstraße mit einer Länge von 45 Kilometern.

## Geschichte und heutiger Verlauf
Die B 399 führt von Düren in südlicher Richtung über Rölsdorf und Birgel und über Hürtgenwald, Simmerath und Monschau an die belgische Grenze. Durch den dortigen Truppenübungsplatz Elsenborn wurde kurz vor der Grenze von Kalterherberg aus eine Verlegung der Bundesstraße nach Westen notwendig.
2010 wurde der Verlauf der Bundes-, Landes- und Kreisstraßen im Bereich Simmerath neu geordnet. Die B 399, die zuvor von Lammersdorf über Simmerath nach Monschau-Imgenbroich führte, führt nunmehr von Lammersdorf nach Fringshaus, wo sie auf die B 258 trifft. Hier endet der erste Abschnitt der B 399. Südlich von Monschau, nahe der Perlenbachtalsperre beginnt der zweite Abschnitt. Er führt über Kalterherberg an die belgische Grenze. Zwischen Fringshaus und Perlenau ist die B 399 nicht markiert, die beiden Orte werden durch die B 258 verbunden.
Ursprünglich führte die Straße als Reichsstraße 399 (R 399) weiter nach Süden in das zu dieser Zeit vom Deutschen Reich annektierte Gebiet von Eupen und Malmedy in Belgien und kreuzte bei Bütgenbach die damalige Reichsstraße 400 (R 400). Im weiteren Verlauf führte die R 399 bis nach Sankt Vith.

## Jüngste Erweiterungen
Ende 2009 wurde die Ortsumgehung Gey fertiggestellt, welche erst Anfang des Jahres 2010 offiziell eröffnet wurde. Die Bundesstraße 399 wird östlich um den Ort herumgeführt. Eine Ortsdurchfahrt ist nicht mehr möglich, da der südliche Ortsausgang der ehemaligen Bundesstraße nun eine Sackgasse ist.
Im ersten halben Jahr nach der Fertigstellung häuften sich die Unfälle auf dem neuen Teilstück, da die Autofahrer der kreuzenden Kreisstraße 29 in den meisten Fällen das Stoppschild missachteten.

## Planung – B399n
Zurzeit ist der Bau einer Umgehungsstraße in Düren als nördliche Verlängerung der B 399 mit der Bezeichnung B 399n vorrangig in Planung. Diese Umgehung soll von der Bundesstraße 264 bei Düren-Derichsweiler über Düren-Gürzenich durch West- und Nord-Düren, über die Rur, vorbei am Bahnhof führen und dort an die Bundesstraße 56 angeschlossen werden. Teile der Strecke sollen dabei vierspurig ausgeführt werden.
Diese sogenannte „Nordumgehung Düren“ dient vor allen Dingen der Verbesserung der Verkehrsverhältnisse im Innenstadtbereich. So erwarten die Verkehrsexperten der Stadtverwaltung insbesondere eine deutliche Entlastung der Innenstadt vom Durchgangsverkehr. Als Gemeinschaftsmaßnahme soll der Neubau der Bundesstraße zusammen mit dem Landesbetrieb Straßenbau NRW, der im Auftrag der Bundesrepublik Deutschland handelt, durchgeführt werden.
In Verbindung damit steht der Umbau des Dürener Bahnhofs und dessen Umfeld.
Der Regionalplan für den Regierungsbezirk Köln wurde diesbezüglich geändert und durch die Landesplanungsbehörde am 14. Oktober 2008 genehmigt.
Die Einwendungsfrist endete am 7. Dezember 2011.
Die Aachener Zeitung zitierte jedoch den Dürener Baudezernent Paul Zündorf in einem Artikel vom 30. Januar 2015 mit den Worten: „Die Nordtangente ist eher eine Planung für die nächsten Dekaden.“
Es wird weiter berichtet, dass sich die Verhandlungen mit der Bahn aus Sicht von Dürens Baudezernent als schwierig erweisen, da die B 399n auch über Bahnhofsgelände führen muss.
Eine grundsätzliche Einigung mit der Deutschen Bahn konnte jedoch in diesem Punkt laut Rurtalbahn-Geschäftsführer Achim Schmitz schon Ende 2013 erzielt werden. Ziel ist es, den kompletten Nordbahnhof an die Beteiligungsgesellschaft des Kreises (BTG) zu verkaufen, der wiederum das Gelände an die Rurtalbahn verpachten würde. Der Verkauf verzögerte sich jedoch aufgrund des Einbaus einer Weiche für die Nordumfahrung und der Elektrifizierung dieser Strecke. Unklar war hier, wer für die Kosten aufkommen muss bzw. wird.
Eine grundsätzliche Einigung konnte Ende 2015 / Anfang 2016 erzielt werden, da durch den zukünftigen Rhein-Ruhr-Express (RRX) zwischen Aachen und Köln die DB ein Überholgleis am Dürener Bahnhof benötigt und so jetzt auch die Deutsche Bahn ein Interesse an dem Einbau der umstrittenen Weiche hat. Zuversichtlich, dass die Umgehungsstraße, die seit über 30 Jahren in der Diskussion ist, absehbar auch realisiert werden kann, ist man auch beim Landesbetrieb Straßen NRW. Gerhard Decker, Chef der Regionalniederlassung Ville-Eifel, sieht keine großen Hürden mehr für das Projekt. „Die Einigung liegt vor“, betont er. Decker geht davon aus, dass 2018 das Baurecht vorliegen könne.
Mit dieser zuversichtlichen Ansicht liegt Decker fast richtig. Der Vertrag zum Kauf des Geländes des Nordbahnhofs ist Anfang 2018 endverhandelt. Die Vorentwurf der Planung soll bis Ende 2018 überarbeitet sein, sodass der Erörterungstermin mit der Bezirksregierung 2019 stattfinden kann, so Decker. Das Baurecht kann dann 2020 vorliegen und 2021 kann mit dem Bau begonnen werden.
Im neuen Bundesverkehrswegeplan 2030 ist die B 399n in der Kategorie „vordringlicher Bedarf“ eingestuft. Projekte, die im Bundesverkehrswegeplan als „vordringlicher Bedarf“ eingestuft sind, haben eine hohe Wahrscheinlichkeit, bis 2030 realisiert zu werden. Die Baukosten der B 399n als Nordumgehung Düren werden mit 31,2 Millionen € angegeben.
Bei der Planung des neuen Dürener Busbahnhof ist der abgestimmte Trassenverlauf der Nordumgehung B399n berücksichtigt.
Die B 399n soll nach Ansicht der Kohlekommission noch bis 2021 auf den Weg gebracht werden. Sie wird im Abschlussbericht der Kohlekommission als Sofortmaßnahme genannt. Sie dient nicht nur zur Verringerung der Stickstoffdioxidbelastung in Düren, „sondern auch für den Strukturwandel und die damit verbundene Schaffung neuer Arbeitsplätze“, betont Dürens Kämmerer Thomas Hissel, um Wohn-, Gewerbe- und Industrieflächen im Dürener Nordwesten zu erschließen.
Der Dürener Bundestagsabgeordnete Thomas Rachel unterstützt mit einem Schreiben an den Bundesverkehrsminister Andreas Scheuer und NRW-Verkehrsminister Hendrik Wüst den Bau der B 399/Nordumgehung Düren. "Um die Verkehrsentlastung der Dürener Innenstadt zu ermöglichen, ist der Ausbau der B 399n dringend notwendig", so Thomas Rachel MdB. Er warb dafür, den vierspurigen Ausbau der B 56 zwischen Düren und Jülich aus dem Bundesverkehrswegeplan nicht weiter zu verfolgen und die für den Ausbau vorgesehenen Gelder stattdessen für den Bau der B 399/Nordumgehung Düren zu verwenden. Die geforderte B 399/Nordumgehung Düren wurde daraufhin dem vom Bundeskabinett beschlossenen Entwurf des Strukturstärkungsgesetzes hinzugefügt.